# Prepare to Bawl
Albums de Grandaddy
Complex Party Come Along Theories
(1994)
Prepare To Bawl est le premier album du groupe Grandaddy. Il est sorti sur cassette audio en 1992.

## Titres
1. Gold
2. I Love Nothing
3. I'm Not Buying
4. Aviatress
5. Cows
6. Bobs Fast